# 晋孝公
晋孝公（？─約前357年），《古本竹書》稱作晉桓公，姬姓，名頎，是中國春秋戰國時代晉國的君主，晋烈公之子，烈公二十七年（前389年），烈公死，孝公即位。孝公死年不詳，子晉靜公即位。晉孝公時，晉國的大多數領土已大多落入韓、魏、趙三家之手，屢被遷移，孝公二十年（前369年），趙遷晉君於屯留，後封晉君於端氏。
| 前任： 父晋烈公 | 战国晉國君主 前388年-前357年 | 繼任： 子晉静公 |